# Carteret (famiglia)
I Carteret o de Carteret sono un'antica e nobile famiglia britannica, legata alla storia delle isole del Canale.

## Origini e storia
Di origini normanne, il capostipite viene considerato Guillaume "l'Oiseleur" de Carteret, vissuto tra il 960 e il 1004. Come suggerisce il cognome, il luogo d'origine della famiglia è il comune di Barneville-Carteret. Non essendo attestato alcun'atto di donazione od acquisto del feudo, la tradizione sostiene che esso sia stato conquistato con la forza.
Il motto della famiglia è loyal devoir e fa riferimento al fatto che, a seguito della Battaglia di Bouvines in cui l'Inghilterra perdette tutti i territori sul continente, i membri della famiglia preferirono rinunciare ai loro possedimenti in Normandia piuttosto che giurare fedeltà al re di Francia.
I membri della famiglia hanno ricoperto importanti ruoli politici nelle isole del Canale, fin dai tempi della prima crociata, cui un membro della famiglia prese parte. In particolare, sono stati signori di Saint Ouen e Sark (che hanno colonizzato) e hanno controllato anche l'isola di Alderney, seppure per poco tempo. Fedeli a re Carlo II d'Inghilterra, alcuni di loro sono stati premiati con il titolo di barone, ricevendo inoltre vasti terreni in Carolina del Nord, Carolina del Sud e New Jersey, che dal Jersey deve il suo nome.
Sebbene la famiglia non detenga più il titolo di Signore di Saint Ouen, gli attuali discendenti abitano ancora nelle isole del Jersey.